# 槙村浩吉
槙村 浩吉（まきむら こうきち、1910年 - 2001年10月9日）は、日本の俳優。本名、真山新之助。芸名の「槙村浩吉」はプロレタリア詩人の槇村浩にちなむ。

## 人物
築地小劇場をへて、丸山定夫らの移動演劇「桜隊」事務長として活動。敗戦の年、広島への劇団疎開に同行したが、広島原爆投下時には東京に俳優探しに出かけて不在であった。桜隊の裏方として広島に残留していた妻・小室喜代は市内堀川町の「桜隊」宿舎で被爆死した。その後、宿舎の焼け跡で妻とともに犠牲になった劇団員の遺骨を拾った。戦後は、劇作家の真山美保と新制作座創立。真山美保と結婚し、真山青果と真山美保の戯曲を上演した。

## 経歴
- 1941年、薄田研二夫妻の仲人で国民学校教諭の小室喜代と結婚[1]。
- 1945年、国民学校を退職した喜代と桜隊に参加し、広島に疎開[1]。
- 1950年、真山美保を中心に新制作座創立。
- 1988年、映画『さくら隊散る』のドラマ部分では槙村の役を及川以造が演じた。また、槙村自身も証言者として出演した。
- 1998年7月発行の『彷書月刊』の「特集・劇団『さくら隊』原爆忌」に「丸山定夫の最期− 『さくら隊』事務総長の日録抜書」掲載。
- 1991年8月5日、放送のNHK『現代ジャーナル 原爆とは知らず 女優・園井恵子の戦争』に証言者として出演[2]。

## 先妻・小室喜代
1915年福島県で生まれる。福島県立安積高等女学校卒業後、1935年宮城県女子専門学校国文専攻科卒、1936年同校研究科国文専攻卒。小学校正教員免許を取得し、1938年、福島県の公立小学校教師となる。1939年から東京市立麻布尋常小学校（1941年麻布国民学校と改称）の教諭となる。1941年、薄田研二夫妻の仲人で槙村と結婚。1945年、国民学校を退職し、槙村が事務長を務める桜隊に参加し、広島に疎開。同年8月6日の原爆で死亡。映画『さくら隊散る』では、北川真由美が演じた。